# 세자리아 에보라
세자리아 에보라(포르투갈어: Cesária Évora, 1941년 8월 27일~2011년 12월 17일)는 카보베르데의 가수이다.